# Campages mariae
Campages mariae är en armfotingsart som först beskrevs av Adams 1860.  Campages mariae ingår i släktet Campages och familjen Dallinidae. Inga underarter finns listade i Catalogue of Life.